# St. Gertrud (Cuxhaven)

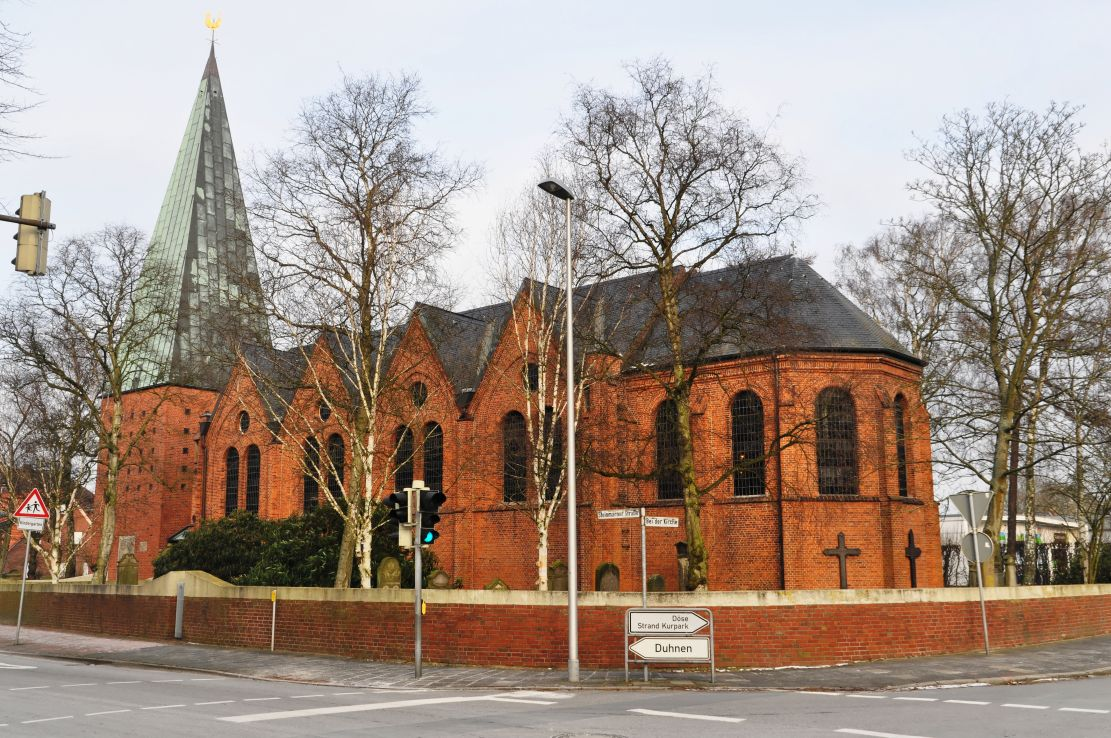
St. Gertrud

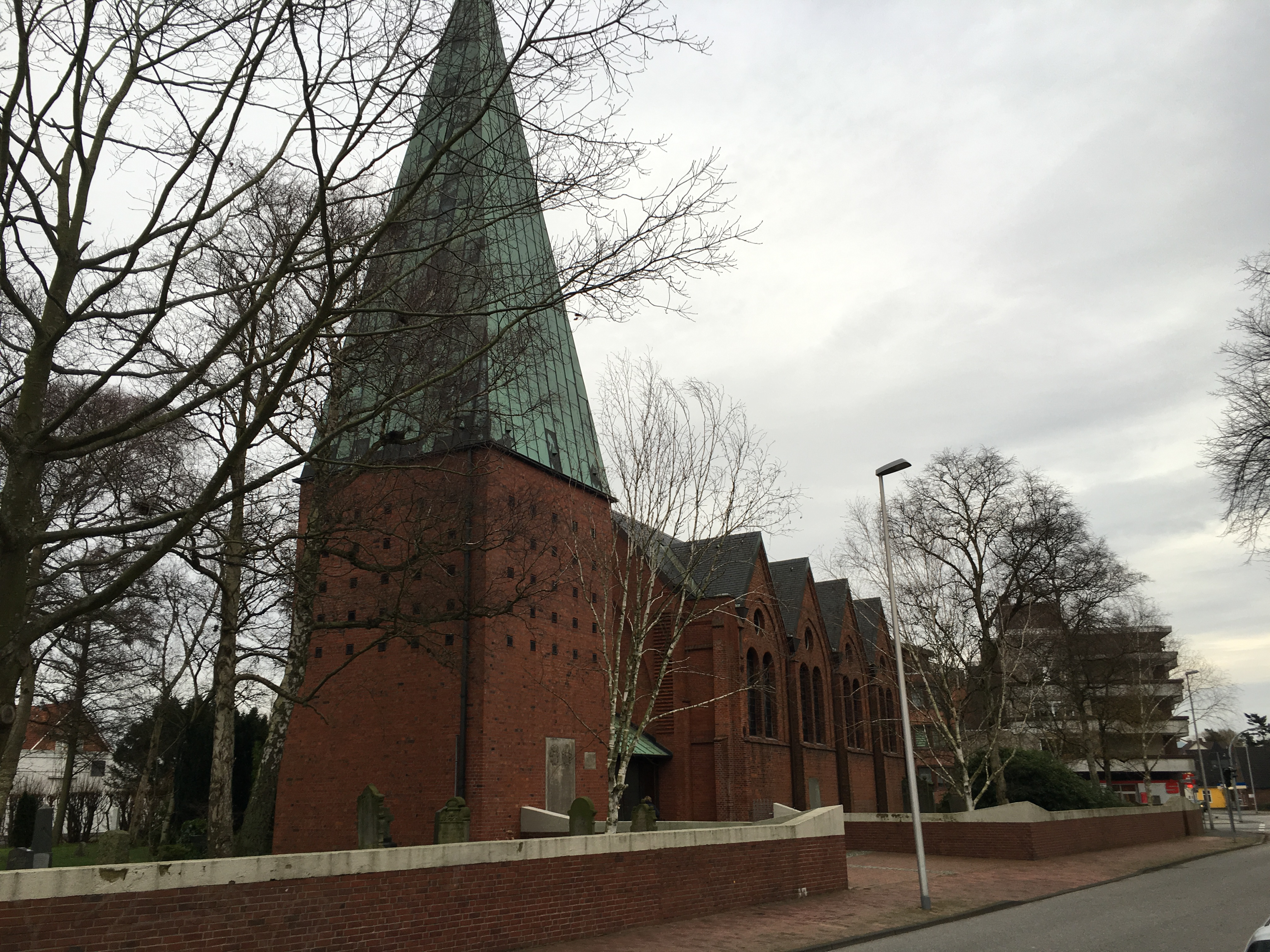
Turm und Kirchenschiff

Die Kirche St. Gertrud in Cuxhaven-Döse, Steinmarner Straße 5a, steht unter niedersächsischem Denkmalschutz und ist in der Liste der Baudenkmale der Außenbezirke der Stadt Cuxhaven enthalten.

## Geschichte
Döse,  1394 erstmals erwähnt, hatte vor der Reformation „buten den Dieck“ eine kleine Kapelle. Der Ort ist seit um 1528 lutherisch, nachdem Hamburg lutherisch geworden war. Die Döser baten den Ritzebütteler Amtmann Dirk Lange, „dat wi mochten ene klene Kercke unde einen Prediger hebben“, und es entstand zuerst die „nien Kercke up der Stenmarne“ für die zusammengewachsenen Siedlungen Döse und Steinmarne. Mitte des 16. Jahrhunderts trennte sich Döse von der Mutterkirche in Altenwalde. 1584 wurde an die Kirche ein Chor angebaut, sie war nun eine Pfarrkirche.
Die baufällige Fachwerkkirche wurde um 1860 abgerissen und an derselben Stelle entstand bis 1886 für den rasch wachsenden Ort die einschiffige Backsteinkirche mit um 500 Plätzen, einem eingerückten Chor und dem offenen sichtbaren Tragwerk nach Plänen des Architekten Gustav Kirchenpauer, Hamburg, in der Epoche des Historismus mit einer Fassade im Stil der Neoromanik und einem Inneren im Stil der Neogotik. Das Kirchenschiff ist 24,00 m lang, 12,70 m breit und 10,80 m hoch.

1944 wurde der alte Glockenturm zerstört und das Kirchenschiff beschädigt. 1955 wurde ein neuer Glockenturm für sechs Glocken gebaut und bis 1965 die Kirche wieder hergestellt.

Die alte Kapelle und die Kirche wurden nach der Äbtissin Gertrud von Nivelles (626–659) benannt.

### Innen
Der Altar von 1640 aus dem Barock wurde für eine Hamburger Kirche gestiftet und später von Döse verkauft. Über der Abendmahlszene befinden sich ein Kreuzigungsbild und ein Bild von Christus sowie seitlich vier geschnitzte Evangelistenfiguren: Matthäus mit geflügeltem Mensch, Lukas mit Stier, Markus mit Löwen und Johannes mit dem Adler. Zwischen den Bildern befinden sich zwei Wappen.
Die Kanzel von 1641 südlich an der Laibung des Altarraum-Bogens stammt auch aus Hamburg und wurde nach der Renovierung der Kirche vom Amtmann Hinrich Esich gestiftet. Moses und Christus als Weltenlenker zieren den Seitenaufgang und die vier Füllungen Bilder der vier Evangelisten. Der Schalldeckel wurde 1695 zur Einweihung des Kirchenneubaus vom Hamburger Senator Hermann Stubbe gestiftet.
Der bronzene Taufkessel von 1573 wurde vom Hamburger Büchsengießer Orban Schober für die Döser Kirche gegossen.
Das Epitaph von 1699 ist dem Vogt auf Neuwerk Peter Thode und seiner Ehefrau Anna, geb. Oldendorps gewidmet.

Das Bildnis stellt Pastor (seit 1632 bis 1641 †) Johann Elfring in Amtstracht dar.

Die beiden Holzplastiken von 1958 vor dem Altarraum als Allegorie des Alten und des Neuen Testamentes stammen vom Bildhauer K. Schubert.

### Orgel
Die erste Orgel von 1709 und die zweite Orgel sollen wohl von keine gute Qualität gehabt haben. Die dritte Orgel wurde im Zweiten Weltkrieg zerstört. Die heutige, vierte Orgel auf der West-Empore von wurde 1956 von der Firma Rudolf von Beckerath Orgelbau, Hamburg, hergestellt. Sie ist eine mechanische Schleifladenorgel mit zwei Manuale mit 23 Registern. Mit dem ersten Manual kann das Rückpositiv, mit dem Zweiten das Hauptwerk gespielt werden.

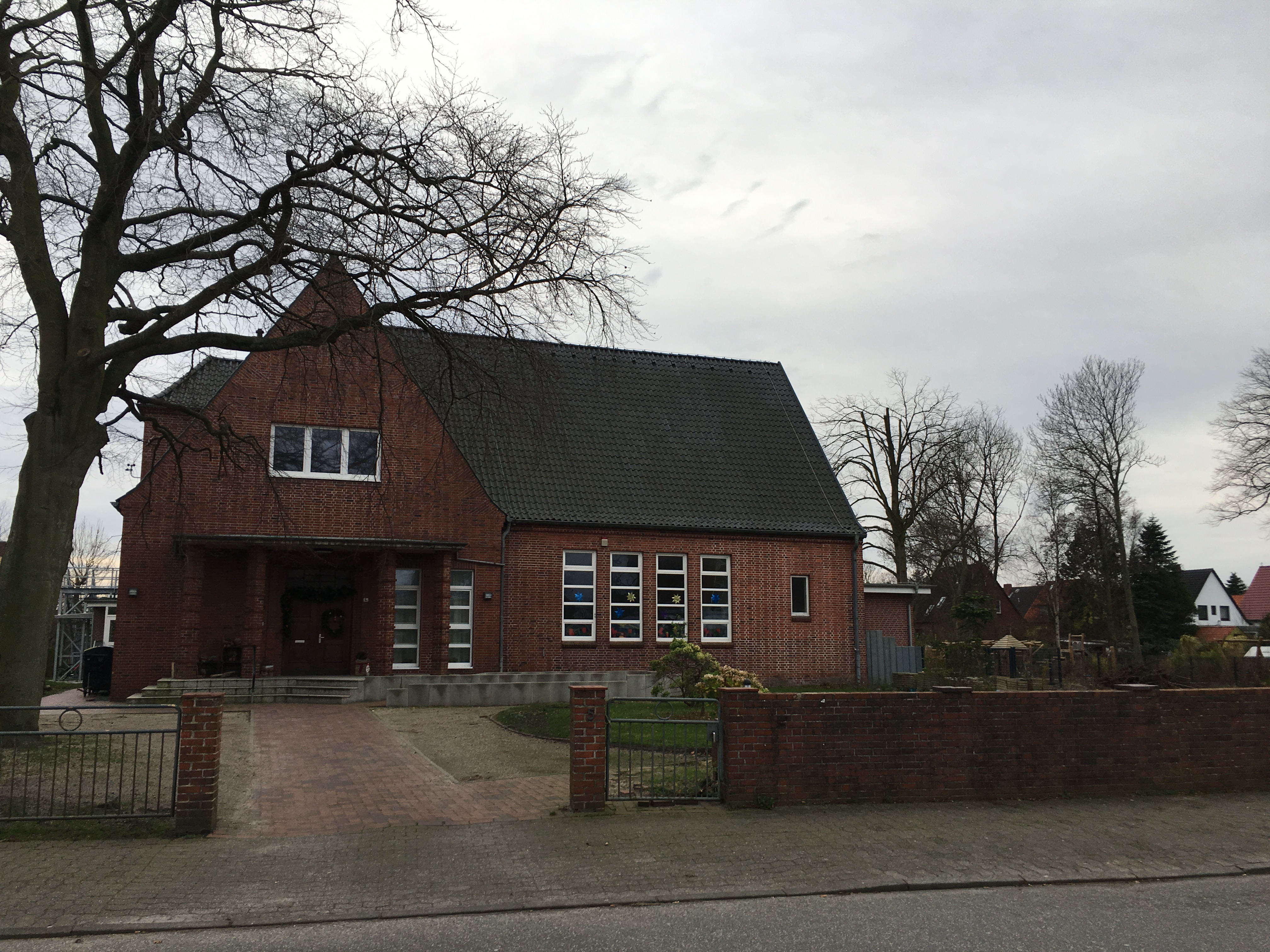
Kita

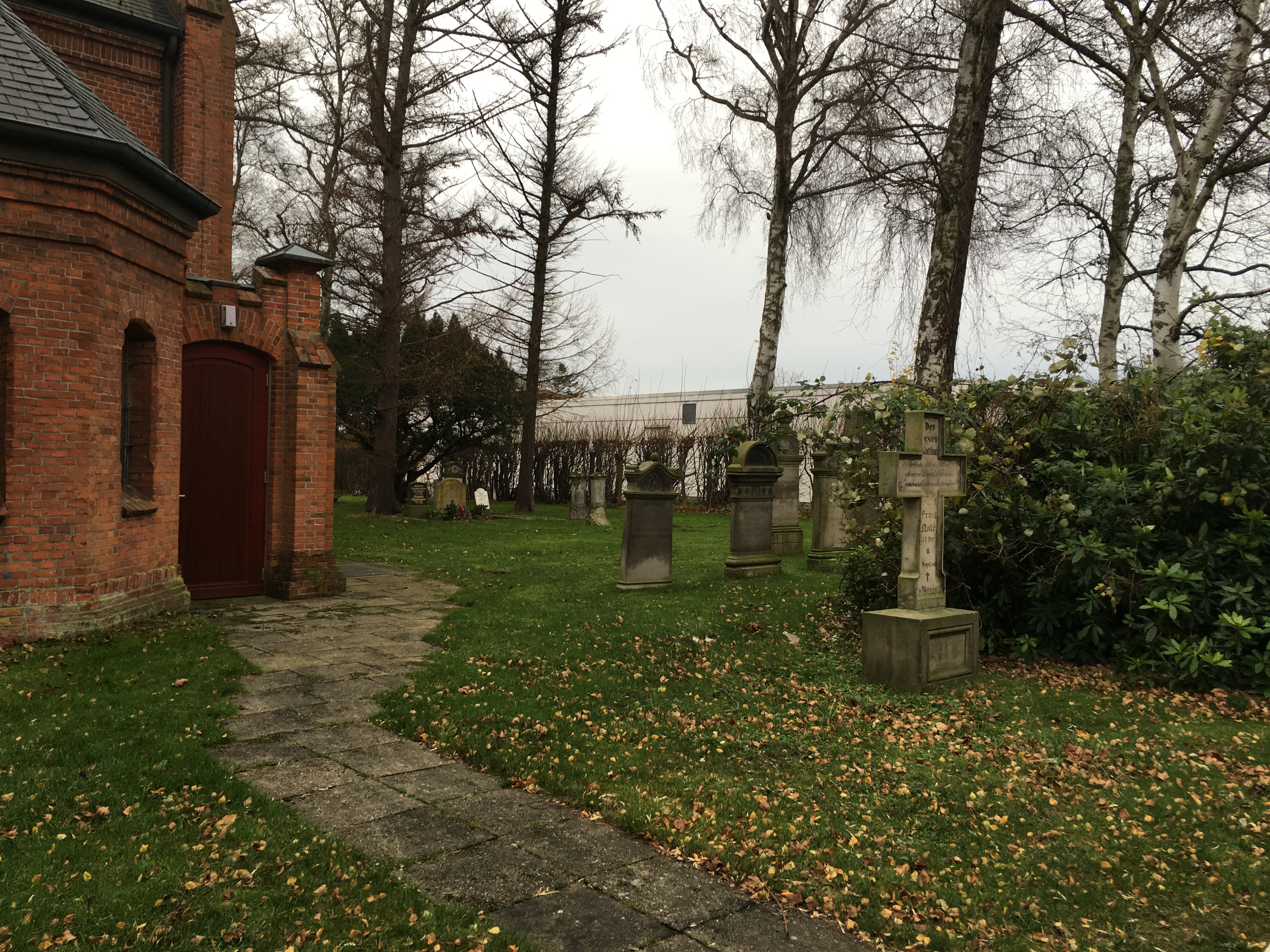
Friedhof

### Kirchengemeinde
Die ev.-luth. St. Gertrud-Gemeinde betreut die Stadtteile Döse, Duhnen, Stickenbüttel und die Insel Neuwerk. Sie hat Kindertagesstätten in Döse und Duhnen und Kreise u. a. für Musik, Frauen, Männer, Geselligkeit, Bibel und Handarbeit.
Auf dem kirchlichen Friedhof befinden sich alte Grabsteine und Grabplatten aus dem 17. und 18. Jahrhundert.